# Foresto Sparso
Foresto Sparso ist eine italienische Gemeinde (comune) mit 3098 Einwohnern (Stand 31. Dezember 2023) in der Provinz Bergamo, Region Lombardei.

## Geographie
Foresto Sparso liegt 20 km östlich der Provinzhauptstadt Bergamo und 60 km nordöstlich der Metropole Mailand.

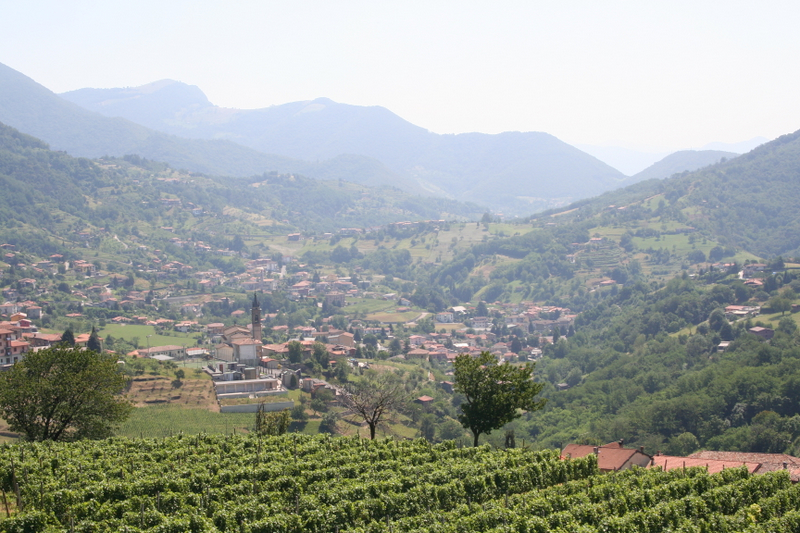
Foresto Sparso

Die Nachbargemeinden sind Adrara San Martino, Berzo San Fermo, Entratico, Villongo und Zandobbio.